# Kazuo Sakamaki
Kazuo Sakamaki (酒巻 和男, Sakamaki Kazuo, 8 novembre 1918 à Awa dans la préfecture de Tokushima - 29 novembre 1999 à Toyota dans la préfecture d'Aichi) était un officier de la marine impériale japonaise, qu'il quitta avec le grade de shōi (少尉, équivalent d'un enseigne de vaisseau). Il était l'un des dix marins formant l'équipage des sous-marins de poche de type Kō-hyōteki au cours de l'attaque de Pearl Harbor, le 7 décembre 1941. Tous furent tués sauf lui : il devint le premier prisonnier de guerre des Américains pendant la Seconde Guerre mondiale.

## Biographie

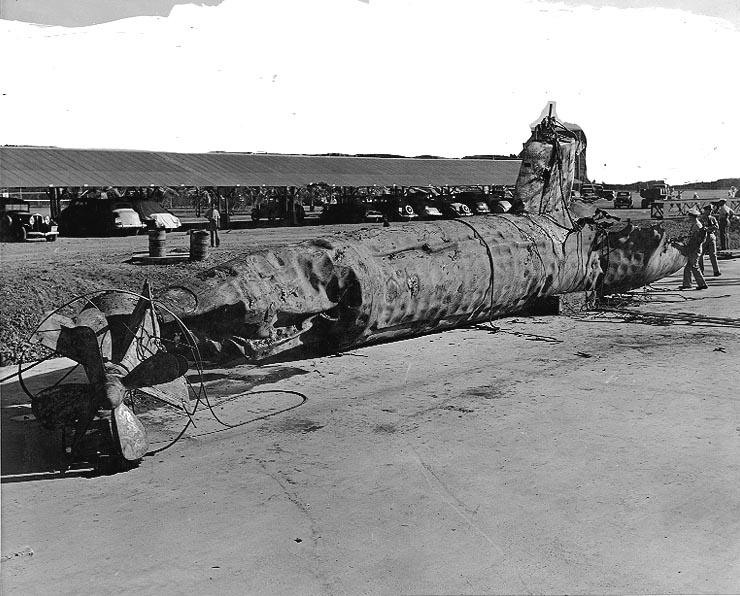
Un des sous-marins de poche type Kō-hyōteki coulés à Pearl Harbor, et qui fut renfloué par la suite.

Le 7 août 1940, Kazuo Sakamaki est diplômé de l'Académie navale impériale du Japon. Le 7 décembre 1941, il participe à l'attaque surprise sur Pearl Harbor dans un sous-marin de poche de type type Kō-hyōteki. Cependant son bâtiment est attaqué par un destroyer américain, et, à la suite d'une panne de la boussole, tourne en rond.
Après avoir activé une bombe à retardement dans le sous-marin, Kazuo Sakamaki cherche à fuir à la nage en compagnie de Kiyoshi Inagaki, l'autre membre d'équipage du sous-marin. Au cours de leur fuite, ils partent à la dérive et sont séparés. Kazuo Sakamaki est retrouvé échoué sur la plage, inconscient, et capturé. Il devient ainsi le premier prisonnier de guerre japonais du conflit. Kiyoshi Inagaki quant à lui réussira à se suicider pour échapper à la capture.
À l'exception de Kazuo Sakamaki, au cours de la bataille, tous les sous-mariniers des cinq sous-marins de poche sont tués ou portés disparus. Au Japon, l'État-major impérial fait l'annonce officielle de la mort des neuf sous-mariniers, désignés sous les termes de « neuf dieux de la guerre » (九軍神) mais tente de garder le secret sur la capture de Kazuo Sakamaki qui avait été annoncée par la radio américaine. Le militarisme japonais considérait que celui qui mourait au combat était un héros, mais qu'il était honteux d'être capturé par l'ennemi.
Au camp pour prisonniers de guerre, humilié par sa capture, Kazuo Sakamaki pense se suicider et en fait la demande aux Américains, mais ces derniers refusent. Il finit par abandonner cette idée et sauve du suicide de nombreux autres Japonais capturés par la suite. Il travaille pour les Américains comme traducteur ; son travail et son attitude exemplaire lui valent des louanges de la part de ses gardiens. En 1946, il est transféré au Japon où il est officiellement démobilisé.
Assez mal accueilli au Japon, il écrit néanmoins un livre sur son expérience, Premier prisonnier de guerre (捕虜第一號, Horyo dai-ichi-kō) publié en anglais sous le titre I Attacked Pearl Harbor, New York, Association Press,1949. Il trouve du travail dans l'entreprise Toyota, en tant que vice-directeur des exportations, et en 1969 est nommé président de Toyota Brésil et membre du conseil d'administration de la chambre du Commerce et de l'Industrie du Japon.
Il retourne vivre au Japon en 1983, et prend sa retraite en 1987. En 1991, il se rend au Texas lors d'une conférence où il retrouve son sous-marin après plus de 50 ans. Il meurt dans la ville de Toyota le 29 novembre 1999 à l'âge de 81 ans.